# 细辛蕨属
细辛蕨属（学名：Boniniella）为铁角蕨科的一个属。细辛蕨属为东亚特有属，现有2种，一种产中国海南及台湾，另一种产日本小笠原群岛。
现为铁角蕨属（Asplenium L.）的异名。

## 物种
本属包括以下物种：
- 细辛蕨 Boniniella cardiophylla (Hance) Tagawa
- 日本细辛蕨 Boniniella ikenoi (Makino) Hayata